# Henry O'Brien (8e comte de Thomond)
Henry O'Brien, 8e comte de Thomond (14 août 1688 - 20 avril 1741) est un pair irlandais et membre du Parlement. 

## Biographie
Il est le fils de Henry Horatio O'Brien, Lord Ibrackan, qui décède avant son propre père en 1690, permettant ainsi au titre de comte de Thomond de passer directement à Henry de son grand-père, Henry O'Brien, un an plus tard. 
Il est élu député d'Arundel, Sussex au Parlement du Royaume-Uni en 1710 et siège jusqu'en 1714. Il est ensuite anobli en tant que vicomte Tadcaster. Il est gouverneur du comté de Clare, lord-lieutenant de Carlow en 1714 et lord-lieutenant de l'Essex de 1721 à 1741. 
Il meurt en 1741 et est enterré dans la cathédrale Sainte-Marie de Limerick. Il épouse en 1707 Lady Elizabeth Seymour, fille de Charles Seymour, 6e duc de Somerset. Ils n'ont pas d'enfants et la vicomté s'est éteinte. Ses autres titres sont confisqués et finalement repris par les comtes d'Inchiquin. 
Il laisse ses biens importants dans le comté de Clare à Murrough, Lord O'Brien, le jeune fils de son cousin, William O'Brien. À la mort de Murrough en 1741, les domaines passent à Percy Wyndham, un neveu de la femme de Henry, qui prend le nom additionnel d’O'Brien et, en 1756, est créé comte de Thomond. 